# Топоса

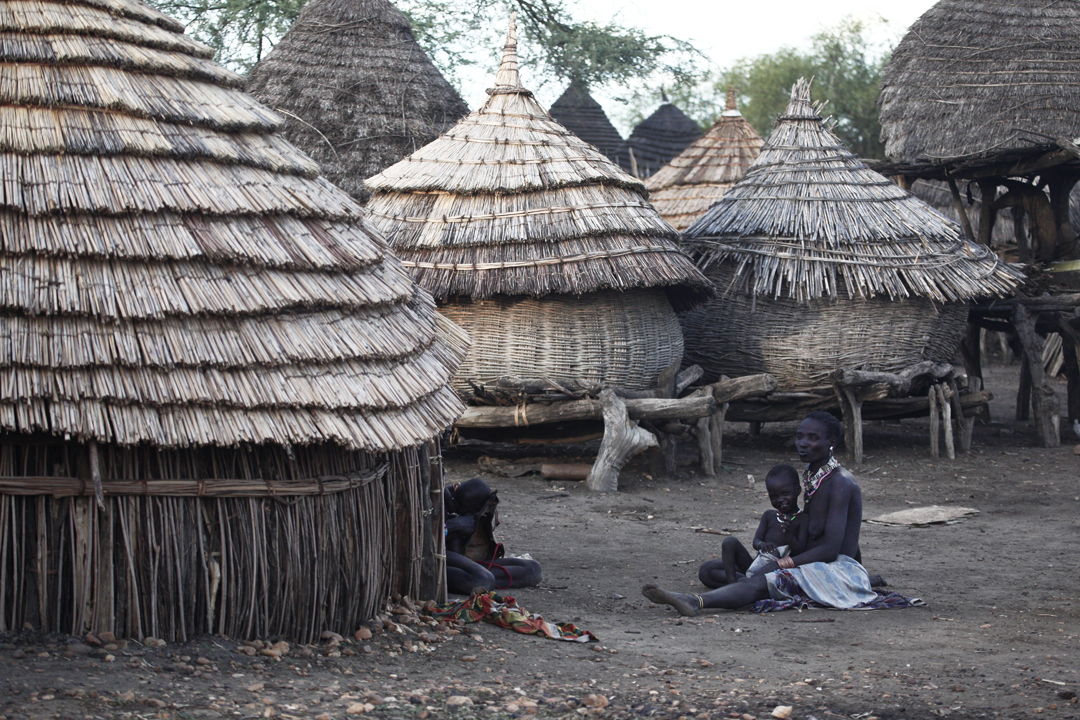
Деревня топоса

Топоса — этническая группа в Южном Судане. Живут на территории Восточной Экватории.

## Сельское хозяйство
Сейчас пасут овец и коз ради шкур и мяса, а раньше занимались торговлей слоновой костью. Часто с другими племенами у них возникают войны низкого уровня. Так было с XVI века.

## Язык
Говорят на языке топоса, который относится к нилотским языкам. Общее число носителей языка — 105 000 чел. Из них 10 000 проживают в Эфиопии.

## Религия
Топоса верят в Бога и духов умерших людей.

## Грамотность
По предварительным данным, в 2000 году только 5% топоса умели читать. Дети топоса часто ходят в школу с названием Натинга.

## Культура
У топоса развито устное народное творчество — стихи, передававшиеся из уст в уста, фольклор, песни и танцы. По традиции, замужним женщинам удаляют зубы.

## Конфликт в 2007 году
В 2007 году на топоса напала другая этническая группа — туркана. Было украдено около 4000 животных. 49 женщин, 4 ребёнка и 5 мужчин были убиты.